# هنري دوايت تيري
هنري دوايت تيري (بالإنجليزية: Henry Dwight Terry)‏ هو قائد عسكري أمريكي، ولد في 16 مارس 1812 في هارتفورد في الولايات المتحدة، وتوفي في 22 يونيو 1869 في واشنطن العاصمة في الولايات المتحدة.